# Comuna Ostriv, Rokîtne
Ostriv (în ucraineană Острів) este o comună în raionul Rokîtne, regiunea Kiev, Ucraina, formată din satele Dovhalivske și Ostriv (reședința).

## Demografie
Componența lingvistică a comunei Ostriv
     Ucraineană (98,43%)
     Rusă (1,53%)
Conform recensământului din 2001, majoritatea populației comunei Ostriv era vorbitoare de ucraineană (98,43%), existând în minoritate și vorbitori de rusă (1,53%).